# Akalkot

Vlag van Akkalkot

Akalkot (ook Akkalkot) was een vorstenland van Brits-Indië op het Dekanplatteau in de huidige staat Maharashtra. De hoofdstad was de stad Akkalkot. De heersers over de staat behoorden tot de Bhonsle-dynastie.